# Oliver Shanti
Oliver Shanti, rodným jménem Ulrich Schulz (* 16. listopadu 1948 Hamburk), později znám jako Oliver Serano-Alve, je hudebník New Age. Zakladatel skupiny Inkarnation produkující meditativní hudbu.

## Zneužívání dětí
V roce 2002 byl v Německu vydán zatykač pro podezření ze zneužívání dětí. Shanti zmizel a byl zatčen 29. června 2008 v Lisabonu. Ve vyšetřovací vazbě se pokusil spáchat sebevraždu. Mnichovský soud jej 4. prosince 2009 odsoudil k šesti letům a deseti měsícům za prokázaných 76 případů zneužití dětí.